# Stephen Hunter (Schriftsteller)
Stephen Hunter (* 25. März 1946 in Kansas City, Missouri) ist ein US-amerikanischer Schriftsteller und Filmkritiker.

## Leben und Schaffen
Stephen Hunter wurde in Kansas City, Missouri geboren und wuchs in Evanston (Illinois) auf. Sein Vater war Charles Francis Hunter, ein Sprachprofessor an der Northwestern University, der 1975 ermordet wurde. Seine Mutter war Virginia Ricker Hunter, eine Autorin von Kinderbüchern. Hunter machte im Jahr 1968 seinen Hochschulabschluss im Fach Journalismus an der Northwestern University. Danach wurde er für zwei Jahre als Soldat in einem Ehrenwache-Regiment der United States Army in Washington, D.C. dienstverpflichtet. Später schrieb er für eine Militärzeitung, die Pentagon News.
Im Jahr 1971 wurde Hunter Redakteur für die Sonntagsausgabe der Zeitung The Baltimore Sun, 1982 Redakteur für Filmkritik. Diese Aufgabe behielt er auch, als er 1997 zur The Washington Post wechselte. Im Jahr 2008 ging er in den vorzeitigen Ruhestand.
Hunter ist mit einer Journalistin verheiratet und hat zwei Kinder.
Zu seinen Romanen in Thrillerform gehören Point of Impact (deutsch: Im Fadenkreuz der Angst) (verfilmt als Shooter), Black Light und Time to Hunt, die eine Trilogie über den Vietnamveteran und Scharfschützen Bob Lee Swagger bilden. Diese Geschichte wurde fortgesetzt mit The 47th Samurai, Night of Thunder, I, Sniper und Dead Zero. Diese Serie führte auch zu einem Ableger (Spin-off) mit den Büchern Hot Springs, Pale Horse Coming, und Havana. Diese bilden eine eigene Trilogie um Bob Swaggers Vater, Earl Swagger.
Das Buch Soft Target handelt von Bobs lange unbekanntem Sohn Ray Cruz. Dazu kommen mehrere Romane ohne inhaltlichen Zusammenhang.
Hunter verfasste drei Sachbücher (s. u.). Er schrieb auch eine Reihe von nicht filmbezogenen Artikeln für die Washington Post, einschließlich eines Artikels über Afghanistan.
Hunters Hobby ist das Sportschießen mit der Pistole.

## Auszeichnungen
- 1998 – Distinguished Writing Award in der Kategorie Kritik von der American Society of Newspaper Editors
- 2003 – Pulitzer-Preis für Kritik

## Werke

### Romane
Bob Lee Swagger Serie:
1. Im Fadenkreuz der Angst (1994) – Originaltitel Point of Impact (1993)
2. Nachtsicht (2014) – Originaltitel Black Light (1996)
3. Einsame Jäger (2016) – Originaltitel Time to Hunt (1998)
4. Der 47. Samurai (2017) – Originaltitel The 47th Samurai (2007)
5. Nacht des Donners (2018) – Originaltitel Night of Thunder (2008)
6. Im Visier des Snipers (2020) – Originaltitel I, Sniper (2009)
7. Todesschuss (2023) – Originaltitel Dead Zero (2010)
8. Die dritte Kugel (2024) – Originaltitel The Third Bullet (2013)
9. Originaltitel Sniper's Honor (2014)
10. Originaltitel G-Man (2017)
11. Originaltitel Game of Snipers (2019)
12. Originaltitel Targeted (2022)

Earl Swagger Serie:
1. Originaltitel Hot Springs (2000)
2. Originaltitel Pale Horse Coming (2001)
3. Originaltitel Havana (2003)
4. Originaltitel  The Bullet Garden (2023)

Ray Cruz:
1. Originaltitel Soft Target (2011)

Weitere Romane:
- Originaltitel The Master Sniper (1980)
- Originaltitel The Second Saladin (1982)
- Target (1989) – Originaltitel Target (Buch zum Film) (1985)
- Originaltitel The Spanish Gambit (neu aufgelegt als Tapestry of Spies) (1985)
- Titan (1989) – Originaltitel The Day Before Midnight (1989)
- Die Gejagten (1997) – Originaltitel Dirty White Boys (1994)

### Sachbücher
- Originaltitel Violent Screen: A Critic's 13 Years on the Front Lines of Movie Mayhem (1995)
- Originaltitel Now Playing at the Valencia : Pulitzer Prize-Winning Essays on Movies (2005)
- Originaltitel American Gunfight : The Plot to Kill Harry Truman and the Shoot-out that Stopped It (2005)